# 1566
Відродження •  Реформація •  Доба великих географічних відкриттів •  Ганза

## Геополітична ситуація
Османську державу очолює Селім II (до 1574). Імператором Священної Римської імперії є Максиміліан II Габсбург (до 1572). У Франції королює Карл IX Валуа (до 1576).
Італія за винятком Папської області та Венеціанської республіки належить Священній Римській імперії.
Королем Іспанії та правителем Нижніх земель є Філіп II Розсудливий (до 1598). В Португалії королює Себастьян I Бажаний (до 1578). Королевою Англії є Єлизавета I (до 1603). Королем Данії та Норвегії — Фредерік II (до 1588). Королем Швеції — Ерік XIV (до 1569). Королем Угорщини та Богемії є імператор Максиміліан II Габсбург (до 1572). Королем Польщі та Великим князем литовським є Сигізмунд II Август (до 1572). Московське князівство очолює Іван IV (до 1575).
Галичина входить до складу Польщі. Волинь та Придніпров'я належить Великому князівству Литовському.
На заході євразійських степів існують Кримське ханство, Ногайська орда. Єгиптом володіють турки. Шахом Ірану є сефевід Тахмасп I.
У Китаї править династія Мін. Значними державами Індостану є Імперія Великих Моголів, Біджапурський султанат, Віджаянагара. В Японії триває період Муроматі.
Триває підкорення Америки європейцями. На завойованих землях існують віцекоролівство Нова Іспанія та Нова Кастилія. Португальці освоюють Бразилію.

## Події

### В Україні
- У Великому князівстві Литовському затверджено Другий Литовський статут.
- Засновано Брацлавське воєводство,
- Набіг кримських татар, пограбовано Берегсас (Берегове)[1]
- Письмова згадка про Словечне (Овруцький район).
- 28 червня Добромиль отримав магдебурзьке право.
- Плоскирів отримав магдебурзьке право.

### У світі
- У Московії Іван IV вдруге скликав земський собор для вирішення питань щодо Лівонської війни.
- 7 січня розпочався понтифікат Пія V.
- Селім II очолив Османську імперію після смерті Сулеймана Пишного при облозі Сігетвара.
- Мехмед-паша Соколович захопив Сігетвар.
- Габсбурзькі Нідерланди:
  - Делегація нідерландських дворян звернулася до штатгальтера Маргарити Пармської з компромісною пропозицією в питаннях віри. Радник Маргарити Пармської Шарль де Берлемон обізвав членів делегації жебраками (гезами).
  - Нижніми країнами прокотилася хвиля іконоборства — знищення кальвіністами творів католицького релігійного мистецтва.
- Продовжується Північна семирічна війна. Шведський флот здобув перемогу над данцями та Любеком поблизу Еланда.
- Могол Акбар Великий розбив повсталих узбеків.

## Народились
Докладніше: Народилися 1566 року
- 19 червня — Яків I, король Англії (1603–1625), перший з шотландської династії Стюартів, і король Шотландії (1567–1625, правив під іменем Яків VI)

## Померли
Докладніше: Померли 1566 року
- 2 липня — У віці 63-х років помер Мішель де Нотрдам (Нострадамус), французький астролог, провидець, лейб-медик Карла IX, письменник.
- 6 вересня — Біля угорського міста Сігетвара у віці 72-х років помер Сулейман I Кануні (Пишний), турецький султан (1520-1566), за часів правління котрого Османська імперія досягла найбільшого політичного, військового і культурного розквіту.